# Thryptomene calycina
Thryptomene calycina là một loài thực vật có hoa trong Họ Đào kim nương. Loài này được (Lindl.) Stapf miêu tả khoa học đầu tiên năm 1924.

## Hình ảnh

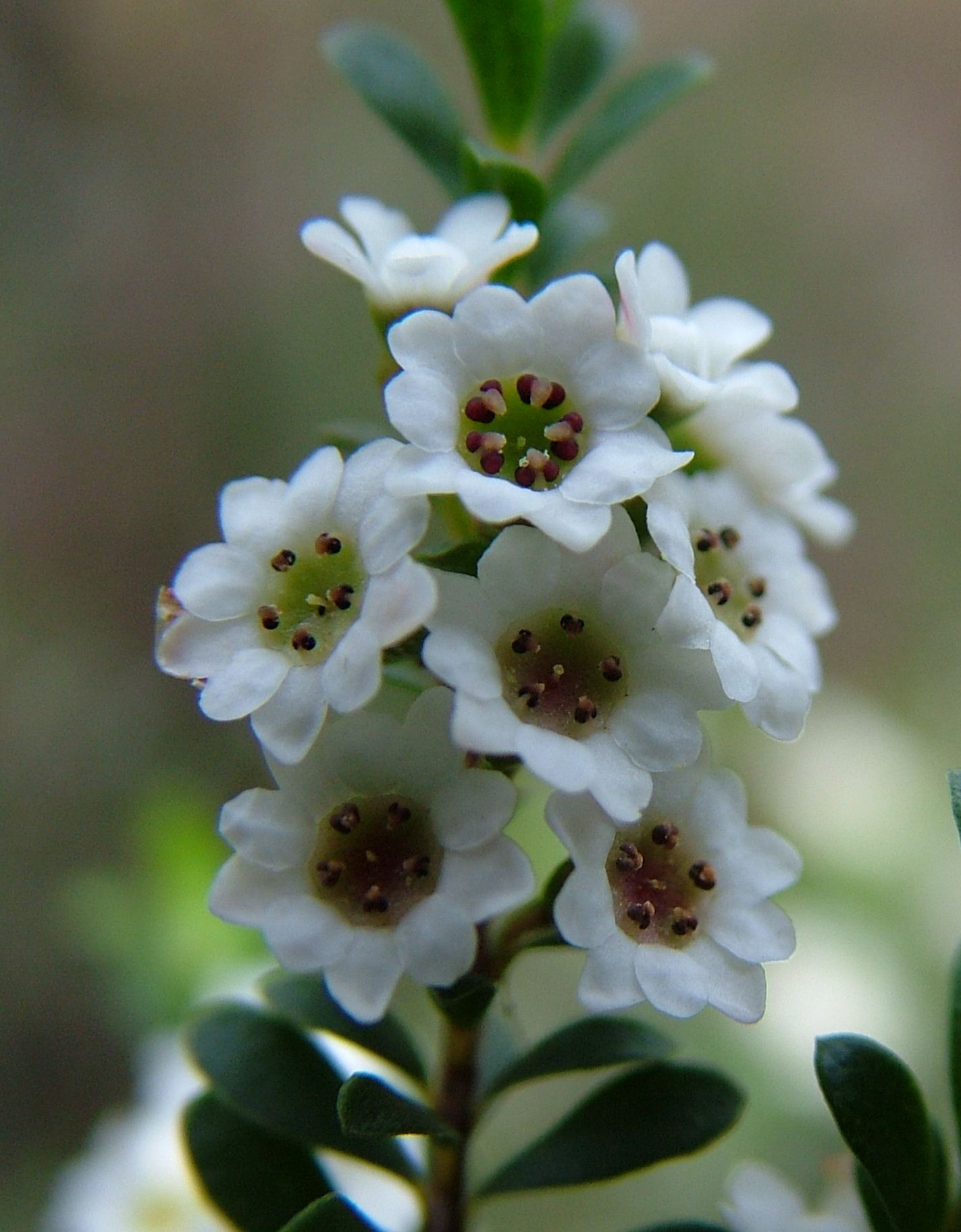